# Championnat d'Italie de football 1920-1921
Le Championnat d'Italie de football 1920-1921 est la vingtième édition du championnat d'Italie. Le titre est remporté par l'US Pro Vercelli.

## Phase régionale

### Tournoi péninsulaire

#### Championnats régionaux

##### Championnat de Toscane
|    | Toscane             | 1   | 2    | 3   | 4   | 5   | 6   | 7   | 8    |
| -- | ------------------- | --- | ---- | --- | --- | --- | --- | --- | ---- |
| 1. | Firenze             | XX  | 1-1  | 1-0 | 0-5 | 2-0 | 1-5 | 0-2 | 4-2  |
| 2. | Giovanni Gerbi Pisa | 0-3 | XX   | 3-0 | 0-5 | 2-2 | 1-4 | 1-2 | 1-1  |
| 3. | Libertas Firenze    | 0-0 | 8-0  | XX  | 2-4 | 0-1 | 2-4 | 2-0 | 0-0  |
| 4. | Livorno             | 3-0 | 11-0 | 3-0 | XX  | 2-2 | 0-0 | 2-0 | 7-2  |
| 5. | Lucchese            | 2-0 | 3-0  | 1-0 | 0-3 | XX  | 2-5 | 3-2 | 11-1 |
| 6. | Pisa                | 3-2 | 4-0  | 2-0 | 3-0 | 3-0 | XX  | 2-0 | 2-0  |
| 7. | Prato               | 1-0 | 3-0  | 0-2 | 0-1 | 0-2 | 2-1 | XX  | 5-3  |
| 8. | Viareggio           | 2-2 | 3-1  | 1-3 | 2-4 | 0-2 | 1-2 | 3-4 | XX   |

En gras les victoires par forfait. 
|  |    | Toscane                                 | Pts | J  | G  | N | D  | Bp | Bc |
|  | -- | --------------------------------------- | --- | -- | -- | - | -- | -- | -- |
|  | 1. | Pisa Sporting Club                      | 25  | 14 | 12 | 1 | 1  | 40 | 11 |
|  | 2. | Unione Sportiva Livorno                 | 24  | 14 | 11 | 2 | 1  | 50 | 11 |
|  | 3. | Lucca Football Club                     | 18  | 14 | 8  | 2 | 4  | 31 | 20 |
|  | 4. | Prato Sport Club                        | 14  | 14 | 7  | 0 | 7  | 21 | 22 |
|  | 5. | Club Sportivo Firenze                   | 11  | 14 | 4  | 3 | 7  | 16 | 26 |
|  | 6. | Palestra Ginnastica Fiorentina Libertas | 10  | 14 | 4  | 2 | 8  | 19 | 20 |
|  | 7. | Sporting Club Viareggio                 | 5   | 14 | 1  | 3 | 10 | 21 | 48 |
|  | 8. | Giovanni Gerbi                          | 5   | 14 | 1  | 3 | 10 | 10 | 50 |

Barrage promotion-relégation.
- 25 septembre 1921, Viareggio - Gerbi : 3-1. Viareggio se maintient en championnat de Toscane.

##### Championnat du Latium
|    | Latium              | 1   | 2   | 3   | 4   | 5   | 6    | 7   | 8   |
| -- | ------------------- | --- | --- | --- | --- | --- | ---- | --- | --- |
| 1. | Audace Esperia Roma | XX  | 1-4 | 1-2 | 0-9 | 1-2 | 3-0  | 4-0 | 5-0 |
| 2. | Fortitudo           | 6-3 | XX  | 3-0 | 1-1 | 4-2 | 11-0 | 4-0 | 4-0 |
| 3. | Juventus Audax      | 2-2 | 1-3 | XX  | 3-0 | 8-1 | 9-0  | 6-2 | 1-2 |
| 4. | Lazio               | 2-0 | 0-1 | 2-0 | XX  | 4-0 | 6-0  | 2-1 | 6-1 |
| 5. | Pro Roma            | 4-1 | 0-6 | 1-0 | 2-5 | XX  | 4-0  | 1-2 | 2-1 |
| 6. | Roman               | 1-6 | 0-1 | 1-2 | 1-5 | 3-3 | XX   | 1-2 | 1-1 |
| 7. | US Romana           | 0-2 | 0-5 | 0-5 | 1-2 | 1-2 | 3-1  | XX  | 6-0 |
| 8. | Vittoria            | 2-1 | 0-5 | 0-2 | 1-1 | 1-1 | 3-4  | 0-5 | XX  |

Audace – Pro Roma fut arrêté à la 79e minute car l'Audace ne disposait plus que de six joueurs. La FIGC entérina le résultat du match : 1-2. 
|  |    | Latium                                         | Pts | J  | G  | N | D  | Bp | Bc |
|  | -- | ---------------------------------------------- | --- | -- | -- | - | -- | -- | -- |
|  | 1. | Società di Ginnastica e Scherma Fortitudo Roma | 27  | 14 | 13 | 1 | 0  | 58 | 8  |
|  | 2. | SS Lazio                                       | 22  | 14 | 10 | 2 | 2  | 45 | 12 |
|  | 3. | Società Sportiva Juventus Roma                 | 17  | 14 | 8  | 1 | 5  | 41 | 18 |
|  | 4. | Società Sportiva Pro Roma                      | 14  | 14 | 6  | 2 | 6  | 25 | 37 |
|  | 5. | Club Sportivo Audace Roma                      | 11  | 14 | 5  | 1 | 8  | 30 | 34 |
|  | 6. | Unione Sportiva Romana                         | 10  | 14 | 5  | 0 | 9  | 23 | 35 |
|  | 7. | Società Ginnastica Sportiva Tiberis            | 7   | 14 | 2  | 3 | 9  | 12 | 44 |
|  | 8. | Roman Football Club                            | 4   | 14 | 1  | 2 | 11 | 13 | 59 |

##### Championnat de Campanie
|  |    | Groupe A                    | Pts | J | G | N | D | Bp | Bc |
|  | -- | --------------------------- | --- | - | - | - | - | -- | -- |
|  | 1. | Unione Sportiva Puteolana   | 11  | 6 | 5 | 1 | 0 | 17 | 4  |
|  | 2. | Naples Foot-Ball Club       | 8   | 6 | 4 | 0 | 2 | 18 | 8  |
|  | 3. | Unione Sportiva Savoia      | 5   | 6 | 2 | 1 | 3 | 8  | 21 |
|  | 4. | Unione Sportiva Salernitana | 0   | 6 | 0 | 0 | 6 | 1  | 11 |

|  |    | Girone B                              | Pts | J | G | N | D | Bp | Bc |
|  | -- | ------------------------------------- | --- | - | - | - | - | -- | -- |
|  | 1. | Unione Sportiva Internazionale Napoli | 9   | 6 | 4 | 1 | 1 | 13 | 5  |
|  | 2. | Ilva Bagnolese                        | 9   | 6 | 4 | 1 | 1 | 13 | 6  |
|  | 3. | Pro Napoli ▼                          | 6   | 6 | 3 | 0 | 3 | 10 | 6  |
|  | 4. | Audacia Napoli ▼                      | 0   | 6 | 0 | 0 | 6 | 3  | 22 |

Résultats Groupe A

| Première journée |                    |             |
| 19 nov. 1920     |                    | 9 jan. 1921 |
| 0-1              | Salernitana-Naples | 0-2*        |
| 1-1              | Savoia-Puteolana   | 0-7         |

| Deuxième journée |                       |              |
| 5 déc. 1920      |                       | 16 jan. 1921 |
| 4-2              | Naples-Savoia         | 9-1          |
| 2-1              | Puteolana-Salernitana | 2-0*         |

| Troisième journée |                    |              |
| 19 déc. 1920      |                    | 23 jan. 1921 |
| 3-1               | Puteolana-Naples   | 2-1          |
| 0-2               | Salernitana-Savoia | 0-2*         |

Résultats Groupe B

| Première journée |                        |             |
| 19 nov. 1920     |                        | 9 jan. 1921 |
| 3-1              | Internazion.-Bagnolese | 1-1         |
| 3-0              | Pro Napoli-Audacia     | 4-1         |

| Deuxième journée |                      |              |
| 5 déc. 1920      |                      | 16 jan. 1921 |
| 0-2              | Internaz.-Pro Napoli | 1-0          |
| 0-3              | Audacia-Bagnolese    | 1-4          |

| Troisième journée |                        |              |
| 19 déc. 1920      |                        | 23 jan. 1921 |
| 2-1               | Internazionale-Audacia | 6-0          |
| 2-0               | Bagnolese-Pro Napoli   | 2-1          |

Résultats seconde phase de groupe
| Première journée |                     |              |
| 6 fév. 1921      |                     | 27 fév. 1921 |
| 2-1              | Naples-Bagnolese    | 0-2          |
| 2-0              | Puteolana-Internaz. | 3-1          |

| Deuxième journée |                       |             |
| 13 fév. 1921     |                       | 6 mars 1921 |
| 0-0              | Naples-Internazionale | 2-1         |
| 1-2              | Bagnolese-Puteolana   | 0-1         |

| Troisième journée |                     |      |
| 20 fév. 1921      |                     | 1921 |
| 1-0               | Bagnolese-Internaz. | 2-0  |
| 3-2               | Puteolana-Naples    | 0-3  |

Classement seconde phase de groupe
| \| \| \| Campanie \| Pts \| J \| G \| N \| D \| Bp \| Bc \| \| \| -- \| ------------------------------------- \| --- \| - \| - \| - \| - \| -- \| -- \| \| \| 1. \| Naples Foot-Ball Club \| 7 \| 6 \| 3 \| 1 \| 2 \| 9 \| 7 \| \| \| 2. \| Ilva Bagnolese \| 6 \| 6 \| 3 \| 0 \| 3 \| 7 \| 5 \| \| \| 3. \| Unione Sportiva Internazionale Napoli \| 1 \| 6 \| 0 \| 1 \| 5 \| 2 \| 10 \| \| \| 4. \| Unione Sportiva Puteolana \| 10 \| 6 \| 5 \| 0 \| 1 \| 11 \| 7 \| | - Bagnolese et Naples qualifiés pour les demi-finales interrégionale. - Puteolana est disqualifié à la suite d'irrégularités. |                                       |     |   |   |   |   |    |    |
| | | Campanie                              | Pts | J | G | N | D | Bp | Bc |
| | 1. | Naples Foot-Ball Club                 | 7   | 6 | 3 | 1 | 2 | 9  | 7  |
| | 2. | Ilva Bagnolese                        | 6   | 6 | 3 | 0 | 3 | 7  | 5  |
| | 3. | Unione Sportiva Internazionale Napoli | 1   | 6 | 0 | 1 | 5 | 2  | 10 |
| | 4. | Unione Sportiva Puteolana             | 10  | 6 | 5 | 0 | 1 | 11 | 7  |

#### Demi-finales interrégionale
|  |    | Groupe A                | Pts | J | G | N | D | Bp | Bc |
|  | -- | ----------------------- | --- | - | - | - | - | -- | -- |
|  | 1. | Unione Sportiva Livorno | 8   | 4 | 4 | 0 | 0 | 13 | 4  |
|  | 2. | Naples Foot-Ball Club   | 3   | 4 | 1 | 1 | 2 | 11 | 13 |
|  | 3. | SS Lazio                | 1   | 4 | 0 | 1 | 3 | 7  | 14 |

| Lazio | Livorno | 1-2 |

| Livorno | Naples | 5-2 |

| Naples | Lazio | 4-2 |

| Livorno | Lazio | 4-0 |

| Naples | Livorno | 1-2 |

| Lazio | Naples | 4-4 |

|  |    | Groupe B                                       | Pts | J | G | N | D | Bp | Bc |
|  | -- | ---------------------------------------------- | --- | - | - | - | - | -- | -- |
|  | 1. | Pisa Sporting Club                             | 7   | 4 | 3 | 1 | 0 | 13 | 2  |
|  | 2. | Società di Ginnastica e Scherma Fortitudo Roma | 5   | 4 | 2 | 1 | 1 | 11 | 3  |
|  | 3. | Ilva Bagnolese                                 | 0   | 4 | 0 | 0 | 4 | 2  | 21 |

| Fortitudo RM | Pisa | 1-2 |

| Pisa | Bagnolese | 8-1 |

| Bagnolese | Fortitudo RM | 1-3 |

| Pisa | Fortitudo RM | 0-0 |

| Bagnolese | Pisa | 0-3 |

| Fortitudo RM | Bagnolese | 7-0 |

#### Finale du tournoi péninsulaire
| 3 juillet 1921 | Pisa Sporting Club | 1 - 0 | Unione Sportiva Livorno | Bologne                       |
|                |                    |       |                         | Spectateurs : ? Arbitrage : ? |

Pisa Sporting Club est qualifié pour la finale nationale. Il y affronte le vainqueur du tournoi principal (US Pro Vercelli).

### Tournoi principal

#### Championnats régionaux

##### Championnat de Ligurie
|  |    | Classement                                | Pts | J  | G | N | D  | Bp | Bc |
|  | -- | ----------------------------------------- | --- | -- | - | - | -- | -- | -- |
|  | 1. | Società Ginnastica Andrea Doria           | 22  | 14 | 9 | 4 | 1  | 33 | 9  |
|  | 2. | Genoa Cricket and Football Club           | 19  | 14 | 8 | 3 | 3  | 23 | 8  |
|  | 3. | Foot Ball Club Spezia                     | 17  | 14 | 6 | 5 | 3  | 17 | 9  |
|  | 3. | Savona 1907 Football Club                 | 17  | 14 | 6 | 5 | 3  | 15 | 12 |
|  | 5. | Ginnastica Sampierdarenese                | 16  | 14 | 7 | 2 | 6  | 17 | 15 |
|  | 6. | SPES Genova                               | 12  | 14 | 5 | 2 | 7  | 16 | 27 |
|  | 7. | Fratellanza Sportiva Sestrese Calcio 1919 | 9   | 14 | 2 | 5 | 7  | 11 | 23 |
|  | 8. | Unione Sportiva Rivarolese 1919           | 0   | 14 | 0 | 0 | 14 | 3  | 32 |

- Andrea Doria champion de Ligurie 1921.
- Andrea Doria et Genoa qualifiés pour les demi-finales du tournoi principal.
- Rivarolese fut relégué puis repêché.

##### Championnat du Piémont
|  |    | Groupe A Piémont             | Pts | J  | G | N | D | Bp | Bc |
|  | -- | ---------------------------- | --- | -- | - | - | - | -- | -- |
|  | 1. | Foot Ball Association Novara | 16  | 10 | 7 | 2 | 1 | 31 | 8  |
|  | 2. | Foot Ball Club Torino        | 16  | 10 | 7 | 2 | 1 | 25 | 12 |
|  | 3. | Unione Sportiva Torinese     | 13  | 10 | 6 | 1 | 3 | 26 | 15 |
|  | 4. | Foot-Ball Club Juventus      | 11  | 10 | 4 | 3 | 3 | 27 | 14 |
|  | 5. | Pastore Torino               | 3   | 10 | 1 | 1 | 8 | 10 | 32 |
|  | 6. | Carignano                    | 1   | 10 | 1 | 0 | 8 | 5  | 42 |

|  |    | Groupe B Piémont            | Pts | J  | G | N | D | Bp | Bc |
|  | -- | --------------------------- | --- | -- | - | - | - | -- | -- |
|  | 1. | Unione Sportiva Alessandria | 19  | 10 | 9 | 1 | 0 | 29 | 7  |
|  | 2. | US Pro Vercelli             | 12  | 10 | 5 | 2 | 3 | 20 | 13 |
|  | 3. | Casale Calcio               | 11  | 10 | 5 | 1 | 4 | 25 | 14 |
|  | 4. | Unione Sportiva Biellese    | 8   | 10 | 3 | 2 | 5 | 14 | 26 |
|  | 5. | Valenzana Calcio            | 7   | 10 | 3 | 1 | 6 | 21 | 28 |
|  | 6. | Amatori G.C.                | 3   | 10 | 0 | 3 | 7 | 5  | 26 |

| - Novara qualifié pour la finale régionale face au premier du groupe B. - Novara et Torino qualifiés pour les demi-finales du tournoi principal. - US Torinese qualifié pour le barrage face au troisième du groupe B. - Carignano rétrogradé en Seconda Categoria. |  | - Alessandria qualifié pour la finale régionale face au premier du groupe A. - Alessandria et Pro Vercelli qualifiés pour les demi-finales du tournoi principal. - Casale qualifié pour le barrage face au troisième du groupe A. - Amatori rétrogradé en Seconda Categoria. |

Finale du championnat du Piémont
|        | Finale du championnat du Piémont |             | Ville et date |  |
| ------ | -------------------------------- | ----------- | ------------- |  |
| Novara | ? - ?                            | Alessandria | ?, ? 1921     |  |

- Novara champion du Piémont 1921.

Barrage pour l'accession à la demi-finale du tournoi principal
|             | Barrage pour la demi-finale du tournoi principal |        | Ville et date            |  |
| ----------- | ------------------------------------------------ | ------ | ------------------------ |  |
| US Torinese | 0 - 0 a.p                                        | Casale | Verceil, 20 février 1921 |  |
| US Torinese | 2 - 0                                            | Casale | Verceil, 20 mars 1921    |  |

- US Torinese qualifié pour les demi-finales du tournoi principal.

##### Championnat de Lombardie
|  |    | Groupe A Lombardie                  | Pts | Bp | Bc |
|  | -- | ----------------------------------- | --- | -- | -- |
|  | 1. | Football Club Internazionale Milano | 12  | 47 | 8  |
|  | 2. | Foot Ball Club Casteggio Broni      | 7   | 18 | 12 |
|  | 3. | G.C. Legnanesi                      | 5   | 16 | 20 |
|  | 4. | Ausonia Pro Gorla                   | 0   | 1  | 42 |

|  |    | Groupe B Lombardie  | Pts | Bp | Bc |
|  | -- | ------------------- | --- | -- | -- |
|  | 1. | Milan Football Club | 11  | 21 | 5  |
|  | 2. | Pro Patria Calcio   | 8   | 10 | 10 |
|  | 3. | US Cremonese        | 5   | 9  | 9  |
|  | 4. | AC Monza            | 0   | 2  | 18 |

|  |    | Groupe C Lombardie                 | Pts | Bp | Bc |
|  | -- | ---------------------------------- | --- | -- | -- |
|  | 1. | Unione Sportiva Milanese           | 12  | 24 | 4  |
|  | 2. | Pavia Foot Ball Club               | 8   | 11 | 6  |
|  | 3. | Varese Football Club               | 2   | 5  | 15 |
|  | 4. | Società Ginnico Sportiva Pro Sesto | 2   | 7  | 22 |

|  |    | Groupe D Lombardie | Pts | Bp | Bc |
|  | -- | ------------------ | --- | -- | -- |
|  | 1. | AC Legnano         | 10  | 17 | 3  |
|  | 2. | Football Club Como | 8   | 12 | 10 |
|  | 3. | FC Chiasso         | 3   | 6  | 14 |
|  | 4. | AC Stelvio         | 3   | 4  | 12 |

|  |    | Groupe E Lombardie     | Pts | Bp | Bc |
|  | -- | ---------------------- | --- | -- | -- |
|  | 1. | Foot-Ball Club Saronno | 9   | 12 | 7  |
|  | 2. | Libertas               | 6   | 12 | 9  |
|  | 3. | Foot Ball Club Brescia | 6   | 10 | 9  |
|  | 4. | Atalanta BGS           | 3   | 6  | 15 |

|  |    | Groupe F Lombardie                 | Pts | Bp | Bc |
|  | -- | ---------------------------------- | --- | -- | -- |
|  | 1. | Circolo Sportivo Trevigliese       | 10  | 13 | 7  |
|  | 2. | Juventus Italia Football Club      | 8   | 16 | 9  |
|  | 3. | Nazionale Lombardia Foot-Ball Club | 4   | 11 | 20 |
|  | 4. | Enotria Goliardo FC                | 2   | 12 | 16 |

- Inter, Milan, USM, Legnano, Saronno et Trevigliese qualifiés pour la seconde phase de groupe.
- Pro Sesto rétrogradé après sa défaite en barrage face à Varese (2-1) à Busto Arsizio le 5 décembre 1920. Le club renonce ensuite à participer à la D2.
- Nazionale Lombardia renonce à jouer en première division.
- Giovani Calciatori Legnanesi fusionne avec l'AC Legnano.
- Monza, Stelvio, Enotria et Atalanta repêché. Stelvio avait perdu le match de barrage face au FC Chiasso (1-0) joué le 19 décembre 1920 à Saronno.

Seconde phase de groupe
|  |    | Classement                          | Pts | J  | G | N | D | Bp | Bc |
|  | -- | ----------------------------------- | --- | -- | - | - | - | -- | -- |
|  | 1. | AC Legnano                          | 17  | 10 | 8 | 1 | 1 | 22 | 9  |
|  | 2. | Football Club Internazionale Milano | 16  | 10 | 6 | 4 | 0 | 26 | 8  |
|  | 3. | Unione Sportiva Milanese            | 11  | 10 | 5 | 1 | 4 | 15 | 14 |
|  | 4. | Milan Football Club                 | 8   | 10 | 3 | 2 | 5 | 14 | 11 |
|  | 5. | Foot-Ball Club Sarrono              | 6   | 10 | 3 | 0 | 7 | 14 | 30 |
|  | 6. | Circolo Sportivo Trevigliese        | 2   | 10 | 1 | 0 | 9 | 9  | 28 |

- Legnano champion de Lombardie 1921.
- Legnano, Inter, US Milanese et Milan qualifiés pour les demi-finales du tournoi principal.

##### Championnat de Vénétie
|  |    | Groupe A Vénétie               | Pts | J | G | N | D | Bp | Bc |
|  | -- | ------------------------------ | --- | - | - | - | - | -- | -- |
|  | 1. | Petrarca Padova Foot-Ball Club | 13  | 8 | 5 | 3 | 0 | 21 | 5  |
|  | 2. | Bentegodi Verona               | 12  | 8 | 5 | 3 | 1 | 20 | 9  |
|  | 3. | Venezia Football Club          | 9   | 8 | 3 | 3 | 2 | 12 | 7  |
|  | 4. | Associazione Calcio Udinese    | 5   | 8 | 1 | 3 | 4 | 10 | 20 |
|  | 5. | Foot Ball Club Treviso         | 1   | 8 | 0 | 1 | 7 | 5  | 27 |

|  |    | Groupe B Veneto                    | Pts | J | G | N | D | Bp | Bc |
|  | -- | ---------------------------------- | --- | - | - | - | - | -- | -- |
|  | 1. | Hellas Vérone                      | 13  | 8 | 6 | 1 | 1 | 19 | 7  |
|  | 2. | Calcio Padova                      | 12  | 8 | 5 | 2 | 1 | 19 | 8  |
|  | 3. | Associazione del Calcio in Vicenza | 10  | 8 | 4 | 2 | 2 | 11 | 8  |
|  | 4. | Schio Football Club                | 4   | 8 | 1 | 2 | 5 | 8  | 15 |
|  | 5. | Club Sport Dolo                    | 1   | 8 | 0 | 1 | 7 | 8  | 27 |

| - Petrarca et Bentegodi qualifiés pour la seconde phase de groupe. - Treviso qualifié pour le barrage de promotion-relégation. |  | - Verona et Padova qualifiés pour la seconde phase de groupe. - Dolo qualifié pour le barrage de promotion-relégation. |

Seconde phase de groupe
|  |    | Classement                     | Pts | J | G | N | D | Bp | Bc |
|  | -- | ------------------------------ | --- | - | - | - | - | -- | -- |
|  | 1. | Calcio Padova                  | 8   | 6 | 3 | 2 | 1 | 10 | 5  |
|  | 2. | Bentegodi Verona               | 7   | 6 | 2 | 3 | 1 | 12 | 9  |
|  | 3. | Hellas Vérone                  | 6   | 6 | 2 | 2 | 2 | 7  | 9  |
|  | 4. | Petrarca Padova Foot-Ball Club | 3   | 6 | 1 | 1 | 4 | 9  | 15 |

- Padova champion de Vénétie 1921.
- Padova et Bentegodi qualifiés pour les demi-finales du tournoi principal.

Barrage de promotion-relégation
|         | Barrage promotion-relégation |      | Ville et date |  |
| ------- | ---------------------------- | ---- | ------------- |  |
| Treviso | 5 - 1                        | Dolo | ?, ? 1921     |  |

- Dolo rétrogradé en Seconda Categoria.

##### Championnat d'Emilie
|  |    | Groupe A Émilie      | Pts | J | G | N | D | Bp | Bc |
|  | -- | -------------------- | --- | - | - | - | - | -- | -- |
|  | 1. | Modène Football Club | 13  | 8 | 6 | 1 | 1 | 28 | 7  |
|  | 2. | Parme FC             | 11  | 8 | 5 | 1 | 2 | 27 | 13 |
|  | 3. | Plaisance Calcio     | 9   | 8 | 3 | 3 | 2 | 19 | 18 |
|  | 4. | AC Reggiana          | 4   | 8 | 1 | 2 | 5 | 7  | 29 |
|  | 5. | Carpi FC 1909        | 3   | 8 | 1 | 2 | 6 | 14 | 28 |

|  |    | Groupe B Émilie                   | Pts | J | G | N | D | Bp | Bc |
|  | -- | --------------------------------- | --- | - | - | - | - | -- | -- |
|  | 1. | Bologna Football Club             | 15  | 8 | 7 | 1 | 0 | 25 | 5  |
|  | 2. | Associazione Mantovana del Calcio | 12  | 8 | 5 | 2 | 1 | 14 | 6  |
|  | 3. | SPAL Ferrara                      | 7   | 8 | 2 | 3 | 3 | 6  | 14 |
|  | 4. | SEF Virtus Bologna                | 5   | 8 | 2 | 1 | 5 | 8  | 15 |
|  | 5. | Nazionale Emilia                  | 1   | 8 | 0 | 1 | 7 | 4  | 17 |

| - Modena qualifié pour la finale régionale et pour les demi-finales du tournoi principal. - Parma qualifié pour le barrage face au second du groupe B. - Carpi relégué puis repêché. |  | - Bologna qualifié pour la finale régionale et pour les demi-finales du tournoi principal. - Mantova qualifié pour le barrage face au second du groupe B. - Nazionale Emilia relégué en Seconda Categoria. |

Finale régionale
|         | Finale    |         | Ville et date           |  |
| ------- | --------- | ------- | ----------------------- |  |
| Bologna | 10 - 1    | Modena  | Bologne, 6 février 1921 |  |
| Modena  | 1 - 0     | Bologna | Modène, 13 février 1921 |  |
| Bologna | 1 - 0 a.p | Modena  | Ferrare, 3 avril 1921   |  |

- Bologna champion d'Émilie 1921.

Barrage de qualification
|         | Barrage |         | Ville et date            |  |
| ------- | ------- | ------- | ------------------------ |  |
| Parma   | 0 - 1   | Mantova | Parme, 2 février 1921    |  |
| Mantova | 4 - 0   | Parma   | Mantoue, 20 février 1921 |  |

- Mantova qualifié pour les demi-finales du tournoi principal.

#### Demi-finales interrégionale

##### Groupe A
|  |    | Classement Groupe A             | Pts | J | G | N | D | Bp | Bc |
|  | -- | ------------------------------- | --- | - | - | - | - | -- | -- |
|  | 1. | Bologna Football Club           | 10  | 6 | 4 | 2 | 0 | 13 | 4  |
|  | 2. | Genoa Cricket and Football Club | 7   | 6 | 2 | 3 | 1 | 9  | 8  |
|  | 3. | Foot Ball Association Novara    | 6   | 6 | 2 | 2 | 2 | 6  | 6  |
|  | 4. | Milan Football Club             | 1   | 6 | 0 | 1 | 5 | 8  | 18 |

- Bologna qualifié pour la seconde phase des demi-finales du tournoi principal.

| Première journée |         |   |       |             |
| 10 avr. 1921     |         |   |       | 29 mai 1921 |
| 2-0              | Bologna | - | Milan | 5-1         |
| 0-1              | Novara  | - | Genoa | 1-1         |

| Deuxième journée |        |   |         |             |
| 14 avr. 1921     |        |   |         | 5 juin 1921 |
| 1-2              | Genoa  | - | Bologna | 1-1         |
| 2-0              | Novara | - | Milan   | 3-2         |

| Troisième journée |         |   |        |              |
| 22 mai 1921       |         |   |        | 12 juin 1921 |
| 3-1               | Bologna | - | Novara | 0-0          |
| 2-2               | Milan   | - | Genoa  | 3-4          |

##### Groupe B
|  |    | Classement Groupe B             | Pts | J | G | N | D | Bp | Bc |
|  | -- | ------------------------------- | --- | - | - | - | - | -- | -- |
|  | 1. | Unione Sportiva Alessandria     | 8   | 6 | 4 | 0 | 2 | 17 | 5  |
|  | 1. | Modène Football Club            | 8   | 6 | 4 | 0 | 2 | 7  | 8  |
|  | 3. | Società Ginnastica Andrea Doria | 6   | 6 | 3 | 0 | 3 | 6  | 5  |
|  | 4. | Unione Sportiva Milanese        | 2   | 6 | 1 | 0 | 5 | 4  | 16 |

- Alessandria et Modena étant à égalité, un barrage est mis en place pour les départager.

Barrage pour l'accession à la finale.
- 26 juin 1921 à Milan : Alessandria-Modena 4-0. Alessandria qualifié pour la seconde phase des demi-finales du tournoi principal.

##### Groupe C
|  |    | Classement Groupe C               | Pts | J | G | N | D | Bp | Bc |
|  | -- | --------------------------------- | --- | - | - | - | - | -- | -- |
|  | 1. | Foot Ball Club Torino             | 8   | 6 | 4 | 0 | 2 | 13 | 10 |
|  | 1. | AC Legnano                        | 8   | 6 | 4 | 0 | 2 | 10 | 8  |
|  | 3. | Calcio Padova                     | 4   | 6 | 2 | 0 | 4 | 9  | 10 |
|  | 4. | Associazione Mantovana del Calcio | 4   | 6 | 2 | 0 | 4 | 7  | 11 |

- Le Torino et Legnano étant à égalité, un barrage est mis en place pour les départager.

| Première journée |         |   |         |             |
| 10 avr. 1921     |         |   |         | 29 mai 1921 |
| 1-3              | Mantova | - | Torino  | 0-1         |
| 0-1              | Padova  | - | Legnano | 0-2         |

| Deuxième journée |         |   |         |             |
| 14 avr. 1921     |         |   |         | 5 juin 1921 |
| 3-0              | Legnano | - | Mantova | 0-2         |
| 2-1              | Torino  | - | Padova  | 1-4         |

| Troisième journée |        |   |         |              |
| 22 mai 1921       |        |   |         | 12 juin 1921 |
| 4-1               | Torino | - | Legnano | 2-3          |
| 2-1               | Padova | - | Mantova | 2-3          |

Match de barrage
- 26 juin 1921 à Verceil : Foot Ball Club Torino-AC Legnano : 1-1 a.p.

Le match fut arrêté après 158 minutes de jeu. À bout de force les deux équipes abandonnèrent la partie et déclarèrent forfait pour la suite du championnat. 

##### Groupe D
|  |    | Classement Groupe D                 | Pts | J | G | N | D | Bp | Bc |
|  | -- | ----------------------------------- | --- | - | - | - | - | -- | -- |
|  | 1. | US Pro Vercelli                     | 10  | 6 | 5 | 0 | 1 | 13 | 4  |
|  | 2. | Unione Sportiva Torinese            | 9   | 6 | 4 | 1 | 1 | 14 | 6  |
|  | 3. | Football Club Internazionale Milano | 3   | 6 | 1 | 1 | 4 | 8  | 13 |
|  | 4. | Bentegodi Verona                    | 2   | 6 | 1 | 0 | 5 | 4  | 16 |

- Pro Vercelli qualifié pour la seconde phase des demi-finales du tournoi principal.

| Première journée |           |   |              |             |
| 10 avr. 1921     |           |   |              | 29 mai 1921 |
| 0-2              | Inter     | - | Pro Vercelli | 0-2*        |
| 0-1              | Bentegodi | - | Torinese     | 0-4         |

| Deuxième journée |              |   |           |             |
| 14 avr. 1921     |              |   |           | 5 juin 1921 |
| 4-1              | Inter        | - | Bentegodi | 0-2*        |
| 2-0              | Pro Vercelli | - | Torinese  | 0-3         |

| Troisième journée |           |   |              |              |
| 22 mai 1921       |           |   |              | 12 juin 1921 |
| 1-4               | Bentegodi | - | Pro Vercelli | 0-3          |
| 4-4               | Inter     | - | Torinese     | 0-2*         |

Les matchs suivit d'un astérisque signifie victoire par forfait.

##### Seconde phase des demi-finales
- 10 juillet 1921 à Turin : Pro Vercelli-Alessandria : 4-0.

Pro Vercelli est qualifié pour la finale du tournoir principal. Bologne est également qualifié à la suite du forfait du Torino et Legnano. 

#### Finale du tournoi principal
- 17 juillet 1921 à Livourne : US Pro Vercelli - Bologna Football Club : 2-1 a.p.

US Pro Vercelli est qualifié pour la finale nationale. Il y affronte le vainqueur du tournoi principal (Pisa Sporting Club).

## Finale nationale
La finale nationale oppose la vainqueur du tournoi péninsulaire (Pisa Sporting Club) au vainqueur du tournoi principal (US Pro Vercelli). 
| 24 juillet 1921 | Pise | 1 - 2 | US Pro Vercelli | Turin                         |
|                 |      |       |                 | Spectateurs : ? Arbitrage : ? |

## Effectif de l'US Pro Vercelli
- Curti
- Virginio Rosetta
- Bossola IV
- Guido Ara
- Giuseppe Parodi
- Perino
- Ugo Ceria
- Mario Ardissone II
- Gay I
- Alessandro Rampini II
- Francesco Borrello
- Entraîneur : Guido Ara